# Призрак в доспехах: Синдром одиночки 2nd GIG
Ghost in the Shell: S.A.C. 2nd GIG (яп. 攻殻機動隊 S.A.C. 2nd GIG) — сиквел аниме-сериала «Призрак в доспехах: Синдром одиночки», снятого по манге Масамунэ Сиро «Призрак в доспехах». Премьера сериала состоялась 1 января 2004 года в сети Animax. C апреля 2005 года аниме транслировалось на телеканале Nippon TV. Все серии имеют короткометражные комедийные сцены о Татикомах под названием «Дни Татиком».

## Сюжет
В 2033 году в Японии усилилась проблема с беженцами. Беженцы имеют особое положение и лишают работы население. Это увеличивает негативные настроения в обществе. Новая Японская администрация намерена решить проблему, путём отъёма привилегий и интеграции беженцев в общество.
В то же время внутри правительства зреют противоречия по вопросу подписания нового «договора о безопасности» с Американской империей (далее АИ). Договор предполагает создание тандема из уникального метода очистки зараженной местности от радиации «Японское чудо» с ядерной мощью АИ, или использования «Японского чуда» как противовес АИ. Руководитель комиссии по изучению стратегических влияний разведслужбы кабинета министров  Кадзундо Года хочет использовать сложившуюся ситуацию и вернуть общество во времена «холодной войны». С ролью АИ как старшего брата для Японии, что по мнению Года является наиболее правильным состоянием.
Используя связи в промышленных кругах, Года создает кибермозговой вирус «одиннадцать». Внедряясь в сознание жертвы, вирус распространяет ложную идеологию о смерти ради революции и освобождения беженцев. Из-за избирательного механизма действия, вирус по сути является имитатором Годы и якобы идей 1-й группировки, то есть направленно созданным продуктом Синдрома одиночки.
Выпущенный в сеть вирус поражает сначала пилота вертолёта сил самообороны, в результате чего происходит инцидент с 11 вертолётами, а затем группу не связанных между собой индивидуалистов, в основном бывших военных. Созданная таким образом группировка, называет себя «11 индивидуалистов» в честь безвестно погибшей одноименной группировки.
Группировка совершает ряд террористических актов в отношении беженцев, провоцируя их на восстание. Финальным аккордом становится их массовое самоубийство на крыше радиовышки Киюше в Фукуоке, под объективами телекамер. Один из членов группировки, Хидэо Кудзэ, из-за особенностей своего сознания не совершает самоубийства и в дальнейшем становится лидером беженцев. Поскольку Кудзэ стал полным имитатором Кадзундо Годы, тот смог легко предсказывать все его дальнейшие действия.
Используя связи в правительстве, Года нелегально добывает оружейный плутоний на раскопках старого ядерного реактора в Синдзюку в бывшем Токио. Устраивает Кудзэ ложную сделку по покупке плутония у криминальной группировки из России. А затем, якобы от лица беженцев, закладывает ядерный заряд из полученного плутония на башне в Фукуоке, с целью убеждения общественности и правительства в наличии у беженцев плутония.
Расследование инцидентов с 11 вертолётами и «11 индивидуалистами» поручают 9 отделу. В ходе расследования сотрудники отдела начинают подозревать, что инциденты не могут быть делом рук простых беженцев.
Кадзундо Года пытается обойти, дискредитировать и унизить 9 отдел: он убирает всех свидетелей расследования Тогусы по поводу ядерного реактора в Синдзюку, использует отдел для грязной работы в деле 11 вертолётов, привлекает их к фальшивой транспортировке плутония, убирает одного из 11 индивидуалистов, на которого вышел отдел, чужими руками пытается засудить Тогусу по ложному обвинению. Ответным шагом 9-го отдела становится взлом внешней памяти Годы и выяснение его планов, а затем обезвреживание бомбы в Фукуоко, похищение и передача в «СПРИНГ-8» плутония, с целью доказательства его происхождения.
Итоговым событием становится объявление независимости беженцами на острове Дэдзима, неофициальная отставка премьер-министра и попытка нанести ядерный удар по автономии с американской подводной лодки. Благодаря усилиям 9-го отдела, в основном Татиком, и самого Кудзэ удаётся предотвратить трагедию. Хидэо Кудзэ арестовывают, а затем он умирает от рук сотрудников ЦРУ.  Мотоко расстреливает Кадзундо Году за попытку покинуть страну вопреки распоряжению премьера. Страну защитили, а 9-й отдел снова продолжил работу.
Параллельной сюжетной веткой проходят взаимоотношения Мотоко и Кудзэ. В детстве Хидзэо Кудзэ и Мотоко Кусанаги попали в авиакатастрофу и вместе боролись за жизнь находясь в одной больнице. Там Мотоко прошла полную кибернетизацию и, хоть и не сразу, но убедила Кудзэ согласиться на подобную операцию. Мотоко услышала о нём снова от женщины что хранит дорогие вещи людей что содержат воспоминания.

## Список серий аниме
| «Призрак в доспехах: Синдром одиночки 2nd GIG» | «Призрак в доспехах: Синдром одиночки 2nd GIG»                                                           | «Призрак в доспехах: Синдром одиночки 2nd GIG» | «Призрак в доспехах: Синдром одиночки 2nd GIG» |
| №                                              | Заглавие                                                                                                 | Трансляция                                     |                                                |
| ---------------------------------------------- | --- | ---------------------------------------------- | ---------------------------------------------- |
| 1                                              | Перезагрузка «Saikidō REEMBODY» (再起動 REEMBODY)                                                        | 1 января 2004                                  |                                                |
| 2                                              | Мечтатель «Hōshoku no Boku NIGHT CRUISE» (飽食の僕 NIGHT CRUISE)                                         | 1 января 2004                                  |                                                |
| 3                                              | Вечер субботы — утро воскресенья «Doyō no Yoru to Nichiyō no Asa CASH EYE» (土曜の夜と日曜の朝 CASH EYE) | 7 февраля 2004                                 |                                                |
| 4                                              | Естественный враг «Tenteki NATURAL ENEMY» (天敵 NATURAL ENEMY)                                           | 7 февраля 2004                                 |                                                |
| 5                                              | Мотивация «Dōki aru Monotachi INDUCTANCE» (動機ある者たち INDUCTANCE)                                    | 6 марта 2004                                   |                                                |
| 6                                              | Источник тепла «Senzai Netsugen EXCAVATION» (潜在熱源 EXCAVATION)                                        | 6 марта 2004                                   |                                                |
| 7                                              | Рапсодия «Музыка побеждённых» «Kyōsō wa Bōkoku no Shirabe Pu239» (狂想は亡国の調べ Pu239)                | 3 апреля 2004                                  |                                                |
| 8                                              | Вегетарианский ужин «Soshoku no Bansan FAKE FOOD» (素食の晩餐 FAKE FOOD)                                 | 3 апреля 2004                                  |                                                |
| 9                                              | Безнадёжная надежда «Zetsubō toiu Na no Kibō AMBIVALENCE» (絶望という名の希望 AMBIVALENCE)               | 1 мая 2004                                     |                                                |
| 10                                             | Праведная злость «Ikareru Otoko TRIAL» (イカレルオトコ TRIAL)                                            | 1 мая 2004                                     |                                                |
| 11                                             | Стеклянный лабиринт «Kusa Meikyū AFFECTION» (草迷宮 AFFECTION)                                           | 5 июня 2004                                    |                                                |
| 12                                             | Безымянные «Na mo Naki Mono e SELECON» (名も無き者へ SELECON)                                            | 5 июня 2004                                    |                                                |
| 13                                             | Лицо «Kao MAKE UP» (顔 MAKE UP)                                                                          | 3 июля 2004                                    |                                                |
| 14                                             | Берегись левого глаза «Hidari Me ni Ki o Tsukero POKER FACE» (左眼に気をつけろ POKER FACE)               | 3 июля 2004                                    |                                                |
| 15                                             | День машин «Kikaitachi no Gogo PAT.» (機械たちの午後 PAT.)                                               | 7 августа 2004                                 |                                                |
| 16                                             | Побывать там «Soko ni Iru Koto ANOTHER CHANCE» (そこにいること ANOTHER CHANCE)                           | 7 августа 2004                                 |                                                |
| 17                                             | Как мать и дитя «Shūkō Boshi RED DATA» (修好母子 RED DATA)                                               | 4 сентября 2004                                |                                                |
| 18                                             | Поэма ангела «Tenshi no Shi TRANS PARENT» (天使の詩 TRANS PARENT)                                        | 4 сентября 2004                                |                                                |
| 19                                             | Относительная реакция «Sōtai no Rensa CHAIN REACTION» (相対の連鎖 CHAIN REACTION)                        | 2 октября 2004                                 |                                                |
| 20                                             | Беспорядки на северной границе «Hokutan no Konmei FABRICATE FOG» (北端の混迷 FABRICATE FOG)              | 2 октября 2004                                 |                                                |
| 21                                             | Замешательство «Haisō EMBARRASSMENT» (敗走 EMBARRASSMENT)                                                | 6 ноября 2004                                  |                                                |
| 22                                             | Покинутый город «Mujingai REVERSAL PROCESS» (無人街 REVERSAL PROCESS)                                    | 6 ноября 2004                                  |                                                |
| 23                                             | День, когда рухнул мост «Hashi ga Ochiru Hi MARTIAL LAW» (橋が落ちる日 MARTIAL LAW)                      | 4 декабря 2004                                 |                                                |
| 24                                             | Дэдзима под ударами с воздуха «Dejima, Kūbaku NUCLEAR POWER» (出島、空爆 NUCLEAR POWER)                  | 4 декабря 2004                                 |                                                |
| 25                                             | По одну сторону рая «Rakuen no Mukō e THIS SIDE OF JUSTICE» (楽園の向こうへ THIS SIDE OF JUSTICE)        | 8 января 2005                                  |                                                |
| 26                                             | Возврат к патриотизму «Yūkoku e no Kikan ENDLESS∞GIG» (憂国への帰還 ENDLESS∞GIG)                         | 8 января 2005                                  |                                                |

## OVA
27 января 2006 года в Японии вышла DVD версия сериала, озаглавленная Ghost in the Shell S.A.C. 2nd GIG: Individual Eleven. В фильм вошли события основной сюжетной линии, а также несколько новых сцен и переработанное музыкальное сопровождение. Продолжительность произведения составила 160 минут.